# Министарке
Министарке је била српска женска поп-фолк група основана 2013. године у Београду. Групу су чиниле певачице Кристина Денић, Милица Јокић, Ана Машуловић (пратећи вокал) као и Ивана Еремић (бубњеви) и Ивана Рудић (гитара). Група је настала по идеји Филипа Милетића и Милоша Рогановића, а они су и аутори свих песама ове групе. Едита Арадиновић, која је од самог оснивања групе била њен стални део, напустила је групу 2018. године и посветила се соло каријери.

## Биографија
После неуспеха певачице Едите у музичком такмичењу Звезде Гранда, певачица је снимила само једну соло песму под називом Оверила. Када је основана група „Министарке“ почели су се низати синглови. Прво је настала песма са Ацом Пејовићем „Поплава“. Песма Дуни ветре је њихова друга песма за коју су урадили и спот. Врхунац ове групе био је дует са хрватском певачицом Северином када су на лето 2014. године издали песму Uno momento која је постигла велики успех не само у Србији и Хрватској, већ и на Балкану. Песма на Јутубу има преко 100 милиона прегледа што је ставља на друго место по броју прегледа у регији. Група наставља са радом те избацују песму са Сашом Матићем Звер.
Крајем 2015, Министарке су снимиле пет спотова за песме Грам емоција, Боинг 747, Кисеоник, Мртав или жив и Парадокс као најава за свој албум првенац. Од децембра 2015. године, групи се прикључила Санела Ђембер зрењанинска гитаристкиња. Од новембра 2018, нови вокал групе је Јована Пајић. Међутим, група се убрзо распала и престала са наступима и снимањима новог материјала.

## Дискографија

### Синглови
Као главни вокал групе Едита Арадиновић
- Поплава (дует са Ацом Пејовићем) (2013)
- Дуни ветре (2014)
- (дует са Северином) (2014)
- Звер (дует са Сашом Матићем) (2015)
- Грам емоција (2015)
- Боинг 747 (2015)
- Кисеоник (2015)
- Мртав или жив (2015)
- Парадокс (2015)
- Моје једино (2016)
- Заузето (2017)
- (2017)

Као главни вокал остале чланице групе
- Не враћам се на старо (дует са Кијом) (2018)
- Месец дана (дует са Пеђом Меденицом, 2018)

### Спотови
Као главни вокал групе Едита Арадиновић
| Спот           | Година | Режисер                 |
| -------------- | ------ | ----------------------- |
| Поплава        | 2013   | Човек машина            |
| Дуни ветре     | 2014   | ДМ САТ видео продукција |
| Uno momento    | 2014   | Андреј Илић             |
| Звер           | 2015   | Visual Fever            |
| Грам емоција   | 2015   | Inspiring Production    |
| Боинг 747      | 2015   | Visual Fever            |
| Кисеоник       | 2015   | Visual Fever            |
| Мртав или жив  | 2015   | Inspiring Production    |
| Парадокс       | 2015   | Inspiring Production    |
| Моје једино    | 2016   | NN Media                |
| Заузето        | 2017   | Toxic Entertainment     |
| Tutto completo | 2017   | Toxic Entertainment     |

Као главни вокал остале чланице групе
| Спот                  | Година | Режисер         |
| --------------------- | ------ | --------------- |
| Не враћам се на старо | 2018.  | Давид Љубеновић |
| Месец дана            | 2018.  | Давид Љубеновић |
| Воли ме               | 2019.  | Давид Љубеновић |
| Кад анђели падну      | 2019.  | Ведад Јашаревић |